# Appareil à force de surface
La machine à force de surface (SFA) est un appareil de mesure de forces de surface qui a été initialement imaginée par D. Tabor, R.H.S. Winterton, J.N. Israelachvili à l'Université de Cambridge.  Cet appareil permet de mesurer les interactions (statiques et dynamiques) entre deux surfaces séparées par un liquide, un gaz ou en contact. Le SFA offre notamment la possibilité de déterminer de façon fiable et précise les conditions aux limites de l'écoulement d'un fluide.
Cet article est construit autour de l'étude de l'appareil à force de surface  développé par Frédéric Restagno, Jérôme Crassous et Élisabeth Charlaix au LPMCN (Laboratoire de Physique de la Matière Condensée et Nanostructures).

## Introduction
La question de la détermination des conditions aux limites dans un écoulement est fondamentale en mécanique des fluides. On suppose traditionnellement une condition de non-glissement à l'interface liquide-solide, ce qui revient à supposer que le fluide ne glisse pas sur la surface solide. Richard Feynman formule ainsi cette hypothèse : « Il se trouve, bien que ce ne soit absolument pas évident en soi, que, dans toutes les conditions où l’on a pu le vérifier expérimentalement, la vitesse d’un fluide est rigoureusement nulle à la paroi solide » . Cette hypothèse est vérifiée à l'échelle macroscopique, mais ne l'est pas toujours à plus petites échelles. En effet, on sait aujourd'hui qu'il peut exister une vitesse tangentielle du fluide à la paroi solide non nulle appelée vitesse de glissement. Ce glissement dépend des propriétés du fluide, de la surface, ainsi que du profil de vitesse de l'écoulement. Pour des écoulements confinés, la présence d'un glissement peut avoir des conséquences importantes. C'est pourquoi le glissement constitue un enjeu pratique important qui vient s'ajouter à l'intérêt fondamental de la compréhension de la friction interfaciale.

## Glissement

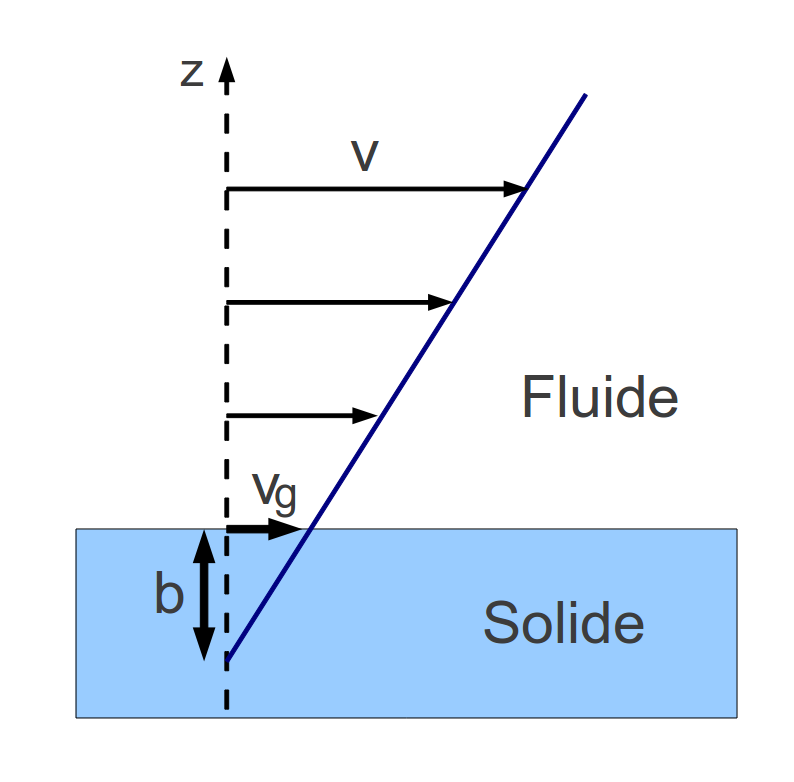
Écoulement d'un fluide en présence d'un glissement: la vitesse du fluide est non nulle à la paroi et est notée. La vitesse s'annulerait à une profondeur dans le solide.

Il est possible de caractériser le glissement à la surface par deux grandeurs: la vitesse de glissement et la longueur de glissement. La vitesse de glissement {\displaystyle v_{g}\,} représente la vitesse tangentielle du fluide à la paroi solide. La longueur de glissement {\displaystyle b\,} est obtenue par extrapolation du profil de vitesse jusqu'au point où la vitesse s'annule (figure ci-contre). 

### Loi de Navier de glissement partiel
Les conditions aux limites à une interface liquide-solide sont de la forme {\displaystyle v=f(\sigma _{t})}, ce qui traduit le fait que la vitesse {\displaystyle v} doit être reliée à une contrainte tangentielle {\displaystyle \sigma _{t}}.  Plus particulièrement, on écrit à la paroi : {\displaystyle v|_{paroi}=v_{g}=f(\sigma _{t,paroi})}. 
De plus, dans un fluide newtonien {\displaystyle \sigma _{t}=\eta \left({\frac {dv}{dz}}\right)_{paroi}}, le tenseur des contraintes visqueuses est une fonction linéaire du tenseur des déformations. {\displaystyle \eta } est la viscosité, elle est caractéristique du fluide. 
On a donc {\displaystyle v_{g}=f\left(\eta {\frac {dv}{dz}}|_{paroi}\right)=\lambda \eta \left({\frac {dv}{dz}}\right)_{paroi}} où {\displaystyle \lambda } est un coefficient de friction. 

En introduisant la longueur de glissement {\displaystyle b}, on arrive à la formule finale:
| {\displaystyle v_{g}=b\left({\frac {dv}{dz}}\right)_{paroi}} |

Suivant la technique expérimentale utilisée, on mesure soit la longueur de glissement, soit la vitesse de glissement. 

## Description du dispositif

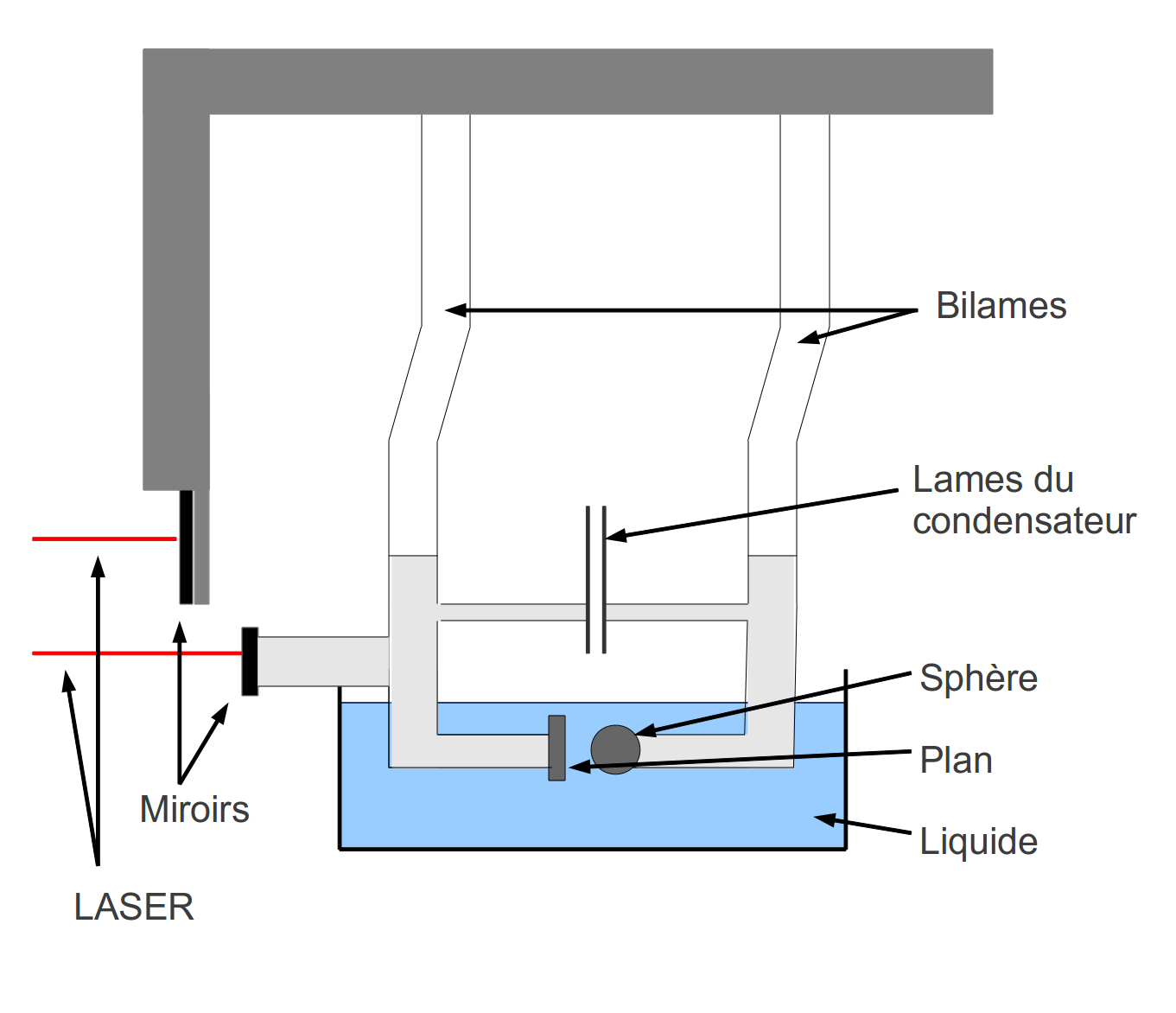
Schéma simplifié de l'appareil à force de surface destiné à mesurer les interactions entre le plan et la sphère. Cet appareil est articulé autour des deux bilames. Le bilame de gauche assure un guidage en translation du plan, sa déformation permet de mesurer la force subie par le plan. Le bilame de droite assure le guidage en translation de la sphère.

L'appareil à force de surface permet de mesurer la force qui s'exerce entre une sphère et un plan, séparés par une distance {\displaystyle h} allant de quelques ångströms à quelques micromètres (voir figure ci-contre). Il est articulé autour de deux bilames qui assurent le guidage en translation des surfaces. Un liquide (ou un gaz) est introduit entre la sphère et le plan, et la distance {\displaystyle h} entre ceux-ci est contrôlée à une fraction de nanomètre près. 

La géométrie sphère-plan a été préférée à la géométrie cylindre-cylindre, souvent rencontrée, afin de ne pas être limité aux surfaces clivables comme les surfaces
de mica ou de carbone . On sait, d'après le théorème de Derjaguin, que la géométrie sphère-plan est localement équivalente à la géométrie plan-plan .

### Principales caractéristiques du SFA
Le SFA se distingue des appareils commercialisés car il réunit simultanément les caractéristiques suivantes :
- raideur importante, ce qui évite les instabilités mécaniques,
- possibilité de mesures dynamiques,
- possibilité d’utiliser des substrats solides opaques ou de faible rugosité,
- possibilité de travailler en présence de vapeur de liquides volatils.

### Résolution
Le SFA offre une résolution sur les forces de l'ordre de 0,15 μN en statique et de 8 nN  en dynamique. La résolution sur les déplacements est de 0,05 nm en statique et de 0,002 nm en dynamique. 

## Principe de fonctionnement
Le principe de fonctionnement de l'appareil à force de surface est inspiré de la nanorhéologie, c'est-à-dire l'étude à l'échelle nanométrique de la déformation et de l'écoulement de la matière sous l'effet d'une contrainte appliquée. 
Une vis piézoélectrique permet d'approcher grossièrement les surfaces à un ou deux microns l'une de l'autre. Une première céramique piézo-électrique permet ensuite une approche plus fine des surfaces. La sphère est excitée par une vibration de petite amplitude (typiquement 1 nm) dans la direction normale au plan à l'aide d’une seconde céramique piézo-électrique. Le plan est monté sur un bilame (ressort) de raideur connue et dont la déformation est mesurée par interférométrie. On peut alors déterminer la force exercée sur le plan qui est égale à la déformation du bilame multipliée par sa raideur. Un capteur capacitif permet de mesurer la distance relative h entre la sphère et le plan. 
Le mouvement de la sphère draine le fluide entre les surfaces. Cet écoulement entraine une surpression proportionnelle à la vitesse de la sphère, l'appareil permet alors de mesurer la force visqueuse F induite par la surpression. Le rapport entre la force F et le déplacement donne la fonction de réponse dynamique {\displaystyle G(\omega )}. En l'absence de glissement, la partie imaginaire de la fonction de réponse {\displaystyle Im\left(G(\omega )\right)} =  {\displaystyle G''(\omega )}  vérifie la formule de Reynolds : 
| {\displaystyle G''(\omega )={\frac {6\pi \eta R^{2}\omega }{h}}} |

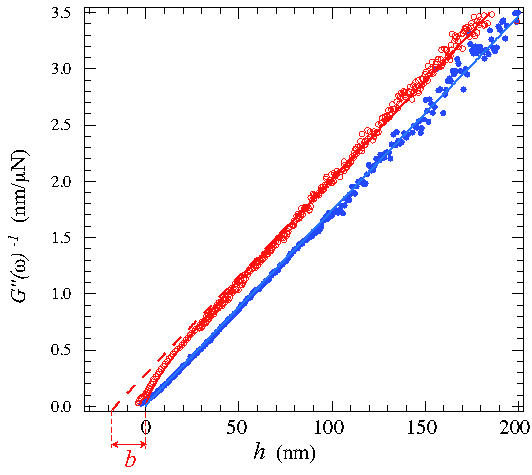
Inverse de la partie imaginaire de la fonction réponse en fonction de la distance entre les surfaces h. Courbe bleue: en l'absence de glissement. Courbe rouge: en présence de glissement. L'intersection entre l'axe des abscisses et la droite tangente à la courbe rouge pour h grand donne la longueur de glissement b.

où R est le rayon de la sphère, η la viscosité du fluide et h la distance séparant les deux surfaces. S'il y a un glissement partiel, cette formule doit être corrigée d'un facteur f* qui dépend du rapport entre la longueur de glissement b et la distance h : 
| {\displaystyle G''(\omega )={\frac {6\pi \eta R^{2}\omega }{h}}f^{*}\left({\frac {b}{h}}\right)} |

S'il n'y a pas de glissement, l'inverse de la partie imaginaire de la fonction réponse {\displaystyle \left[G''(\omega )\right]^{-1}} varie linéairement avec h et la courbe {\displaystyle \left[G''(\omega )\right]^{-1}} = f(h) est une droite passant par l'origine. Si un glissement est présent, {\displaystyle \left[G''(\omega )\right]^{-1}} est une courbe qui tend vers 0 lorsque h tend vers b et qui tend vers une droite dont la position dépend de b pour h>>b (figure ci-contre). 
Ainsi, la mesure de la fonction réponse dynamique permet de déterminer s'il y a, ou non, glissement à la surface. De plus, s'il y a glissement, la courbe {\displaystyle \left[G''(\omega )\right]^{-1}} = f(h) informe directement de la valeur de la longueur de glissement b. 

## Acquisition des données

### Mesure de forces

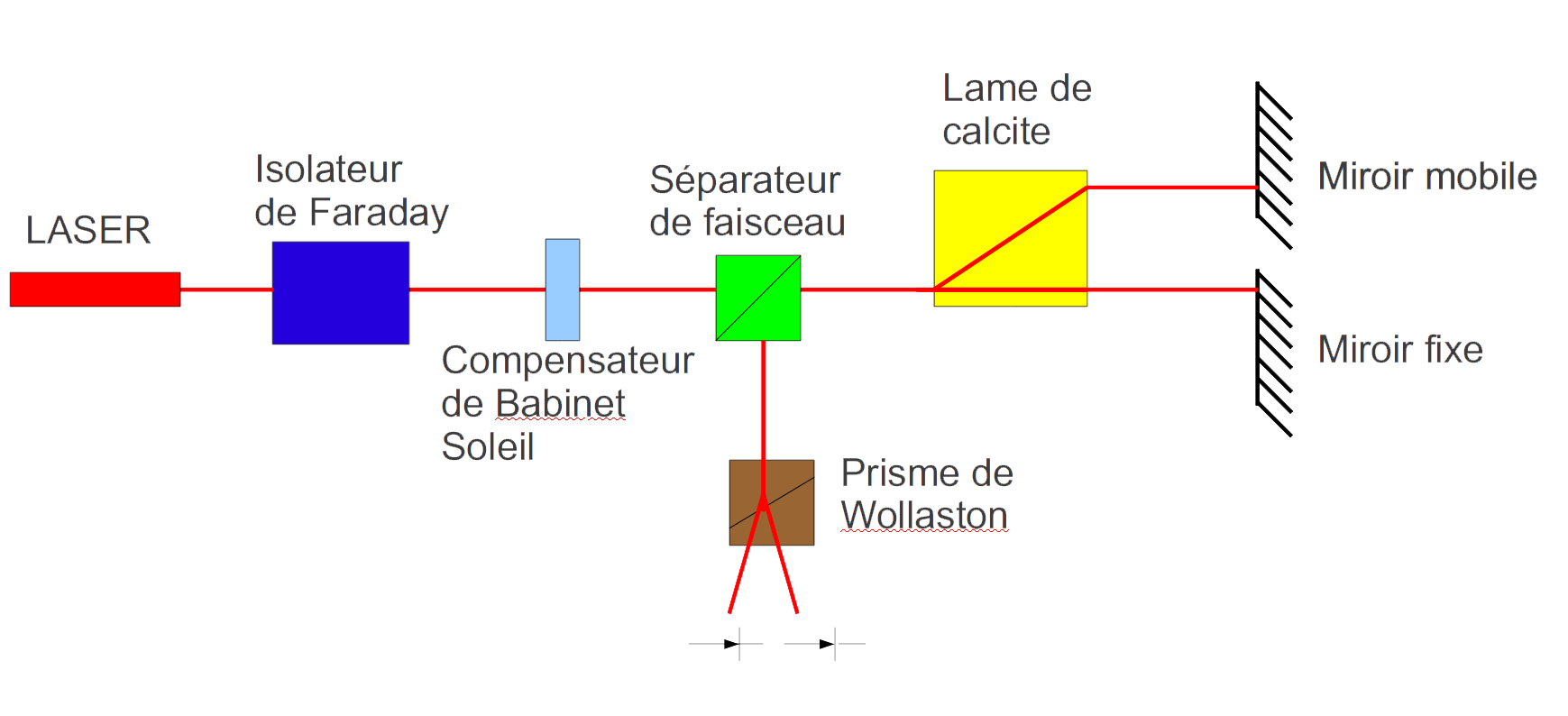
Interféromètre de Nomarski utilisé dans le capteur optique de force.

Le plan est monté sur un bilame élastique dont l'extrémité se déplace proportionnellement à la force qu'il subit. En multipliant ce déplacement par la raideur du bilame (cas statique) ou par la fonction de transfert (cas dynamique), on a accès à la force subie par le plan. La mesure de la déflexion du bilame se fait par interférométrie différentielle. Pour cela, on place un miroir de référence, solidaire au bâti, et un miroir mobile, lié au plan. 
Un LASER He-Ne stabilisé à 1 MHz émet un faisceau lumineux qui passe à travers un isolateur de Faraday ce qui évite que des réflexions parasites soient réinjectées dans le laser. La lumière est ensuite polarisée à 45 degrés des lignes neutres d'une calcite. En sortie de la calcite, les deux faisceaux d'égale intensité correspondant à deux polarisations perpendiculaires (notées s et p) arrivent respectivement sur les deux miroirs. Après réflexion, les deux faisceaux qui présentent maintenant un déphasage {\displaystyle \varphi } dû à la différence de chemin optique se recombinent pour donner une lumière polarisée elliptiquement.   
Le déphasage {\displaystyle \varphi } et la distance {\displaystyle \Delta x} entre les deux miroirs sont liés par la relation:
| {\displaystyle \varphi ={\frac {4\pi \Delta x}{\lambda }}+\alpha } |

Où {\displaystyle \lambda } est la longueur d'onde du LASER, {\displaystyle \alpha } est un déphasage constant dû à la traversée de la calcite et à l'écart entre les miroirs en l'absence de toute déflexion. La lumière réfléchie passe par une lame semi-réfléchissante qui permet de séparer le faisceau avant l'analyse. Un prisme de Wollaston transforme le faisceau de lumière polarisé elliptiquement en deux faisceaux de directions différentes et de polarisations linéaires (s' et p') orthogonales entre elles. Deux photodiodes convertissent les intensités lumineuses des polarisations s' et p' en courants électriques. Ces deux courants sont transformés en tensions {\displaystyle V_{1}} et {\displaystyle V_{2}}:
| {\displaystyle V_{1}=A\left[I_{s}+I_{p}+2{\sqrt {I_{s}I_{p}}}cos(\varphi +\psi )\right]} |

| {\displaystyle V_{1}=A\left[I_{s}+I_{p}-2{\sqrt {I_{s}I_{p}}}cos(\varphi +\psi )\right]} |

A est un coefficient de proportionnalité, {\displaystyle I_{s}} et {\displaystyle I_{p}} sont les intensités lumineuses réfléchies par le miroir. Une opération de sommation, soustraction et division analogique permet d’obtenir:
| {\displaystyle V_{opt}=K{\frac {V_{1}-V_{2}}{V_{1}+V_{2}}}=CKcos(\varphi +\psi )} |

où K est une constante de proportionnalité qui dépend des photodiodes, C est la visibilité qui est comprise entre 0 et 1, {\displaystyle \psi } est un déphasage qui peut être réglé à l'aide du compensateur de Babinet-Soleil afin de travailler au voisinage de l'égalité des éclairements pour avoir une sensibilité maximale. La mesure de {\displaystyle V_{opt}} permet de s’affranchir des fluctuations d’intensité du LASER ce qui est nécessaire si le LASER utilisé ne peut être asservi à la fois en longueur d’onde et en intensité de rayonnement. On peut écrire {\displaystyle V_{opt}} sous la forme :
| {\displaystyle V_{opt}={\frac {V_{max}-V_{min}}{2}}+{\frac {V_{max}+V_{min}}{2}}sin\left({\frac {4\pi \Delta x}{\lambda }}\right)} |

ce qui permet de déduire la relation permettant de déterminer le déplacement du miroir à partir de la mesure de tensions:
| {\displaystyle \Delta x={\frac {\lambda }{4\pi }}arcsin\left({\frac {V_{opt}-V_{max}+V_{min}}{V_{max}+V_{min}}}\right)} |

En résumé une mesure interférométrique permet de mesurer l'écart entre les deux miroirs, ce qui permet d'évaluer la déformation du bilame solidaire au plan. La déformation du bilame et la force subie par celui-ci étant liée par sa raideur k, on a accès à la force subie par le plan en interaction avec la sphère.

### Mesure de déplacement
La mesure du déplacement relatif entre la sphère et le plan se fait à l'aide d'un capteur capacitif. L'expérimentateur mesure la capacité entre les deux armatures d'un condensateur liées respectivement à la sphère et au plan. Les deux armatures sont des disques métalliques, ces disques sont percés afin de diminuer la dissipation due à l’écoulement d’air, leur parallélisme est assuré mécaniquement grâce à une rotule. Le condensateur plan ainsi formé a une capacité:
| {\displaystyle C={\frac {\epsilon _{0}S}{H}}} |

où {\displaystyle \epsilon _{0}} est la permittivité diélectrique du vide, S la surface de l'armature et H la distance entre les armatures. Comme les armatures du condensateur sont liées respectivement au plan et à la sphère et que ceux-ci sont mobiles l'un par rapport à l'autre, la valeur de la capacité varie. Le condensateur est intégré dans un circuit LC ce qui ramène la mesure C, et donc de H, à la mesure d'une fréquence.  